# Emile De Gottal
Emile Joseph Marie Corneille De Gottal (Antwerpen, 7 februari 1831 - 9 maart 1909) was een Belgisch advocaat, bankier, diplomaat en politicus voor de Liberale Partij.

## Levensloop
De Gottal was een zoon van Corneille De Gottal, maritiem commissaris in Antwerpen, en van Albertine Liebrechts. Hij trouwde met Arnoldine Simon.
Hij promoveerde tot doctor in de rechten aan de Universiteit van Luik (1854) en werd advocaat aan de balie van Antwerpen, tot aan zijn dood.
Hij werd ook afgevaardigd bestuurder van de Banque Centrale Anversoise (1893-1909), waarvan hij vanaf 1877 bestuurder was, en consul van Nicaragua in Antwerpen (1864-1893). Hij was ook secretaris van de Kamer van Koophandel van Antwerpen (1865-1875).
In 1859 werd hij verkozen tot liberaal volksvertegenwoordiger voor het arrondissement Antwerpen en vervulde dit mandaat tot in 1863. Hij werd toen opgevolgd door de vertegenwoordiger van de Meetingpartij Jan De Laet.